# Canoa de Pesse
Es creu que la canoa de Pesse (també barca de Pesse) és la barca més antiga coneguda del món i sens dubte la canoa més antiga coneguda. La datació basada en el carboni 14 indica que el caiuc es va construir durant el període Mesolític primerenc, entre el 8040 aC i el 7510 aC.
Actualment es troba al Museu de Drenthe d'Assen, Països Baixos.

## Descripció
El vaixell és una canoa d'estil caiuc que mesura 298 centímetres de llarg i 44 centímetres d'amplada. Es va formar a partir d'un sol tronc de pi roig. Hi ha marques a la cavitat, probablement formades a partir d'eines de sílex o cornamenta.
Era un vehicle adequat per als habitants que passaven gran part del seu temps caçant i pescant en un paisatge aquós de pantans, rieres i llacs. Així ho confirma un altre descobriment a la regió dels grans rius Mosa, Rin i Waal: tombes, que es remunten entre els anys 5500 i 5000 aC. A jutjar per les restes de menjar a prop de la tomba, el grup vivia a les altures segures de les dunes del riu mentre utilitzaven les seves canoes per atrapar lluços al riu, a més d'utilitzar sagetes de sílex per disparar als ocells mentre recollien fruites, verdures i fruits secs.

## Història
El caiuc va ser descobert l'any 1955 durant la construcció de l'autopista A28 neerlandesa. La carretera passa al sud del poble de Pesse (a Hoogeveen) a través d'una capa de torba. Per construir el llit de la carretera, s'havia d'eliminar la torba i, durant l'excavació, un operador de grua es va trobar amb el que creia que era un tronc d'arbre dos metres sota la superfície. L'agricultor local Hendrik Wanders es va adonar del descobriment i el va portar per a una inspecció addicional. Va donar el vaixell a la Universitat de Groningen, on va ser examinat i liofilitzat per garantir-ne la conservació. Posteriorment va ser traslladat al Museu de Drenthe, situat a prop del lloc del descobriment.
La datació basada en el carboni 14 indica que l'embarcació es va fer a principi del Mesolític, al voltant de 8265 ± 275 aC (aprox. 6315 aC). En comparació, aquesta canoa està precedida per la pagaia (petit rem de pala ampla) més antiga coneguda descoberta al jaciment de Star Carr (Anglaterra) i datada al 8500 aC. i seguida per la canoa d'alzina més antiga d'Europa, datada l'any 1500 aC.

## Debat

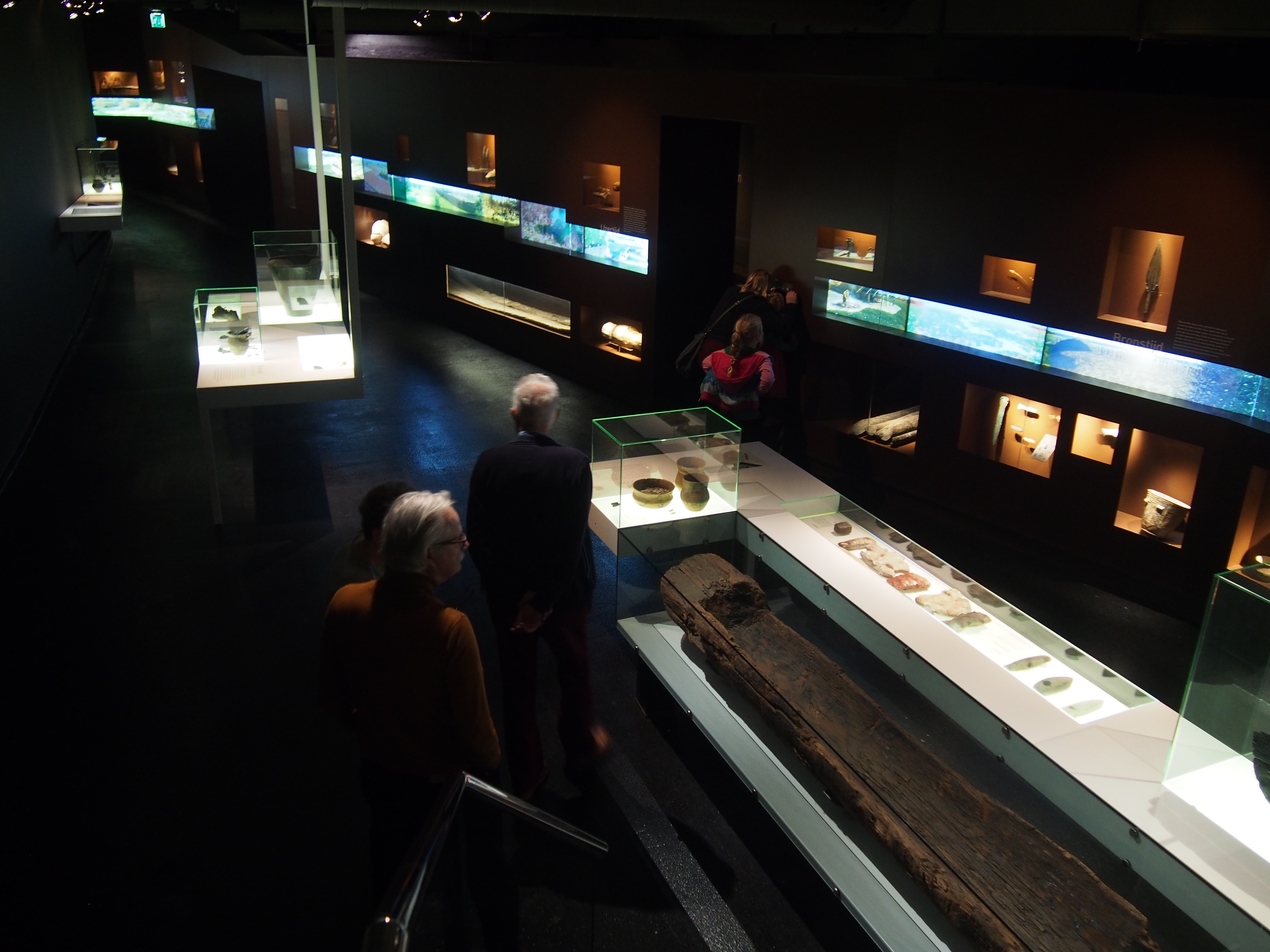
La canoa de Pesse al Museu de Drenthe, 2019

Un arqueòleg danès visitant va preguntar si un vaixell tan petit seria apte per navegar pel mar. L'any 2001, l'arqueòleg Jaap Beuker va construir una rèplica exacta i un piragüista hi va remar amb èxit, demostrant que de fet funcionava com una canoa.
Alguns també van teoritzar que la troballa podria haver estat un altre objecte, com un alimentador d'animals. Beuker va assenyalar que els animals no eren guardats per la gent de l'època del vaixell (de fet, encara no es guardaven animals de granja o de treball domesticats a cap lloc d'Europa durant el Mesolític), de manera que no pot ser un abeurador. La construcció del vaixell també s'assembla a les canoes prehistòriques que es troben a altres països.